# Sverigedemokraterne
Sverigedemokraterne (svensk: Sverigedemokraterna, SD) er et svensk politisk parti baseret på socialkonservatisme og nationalisme. Sverigedemokraterne ligger politisk tæt på Dansk Folkeparti. Siden partiet i 2010 kom i Riksdagen med 5,7% af stemmerne, har det oplevet en voldsom fremgang. Ved valget i 2014 fik Sverigedemokraterne 12,9% af stemmerne.[kilde mangler] Ved valget 2018 fik SD en fremgang på 4,7 % til 17,6% af stemmerne.  Ved valget 2022 fik SD en fremgang på 3,0% til 20,5% af stemmerne.
Partiet blev grundlagt i 1988 af en række grupper fra det yderste højre.
I 2022 indgik partiet som støtteparti til Regeringen Kristersson.

## Formænd
- Anders Klarström (1992-1995)
- Mikael Jansson (1995-2005)
- Jimmie Åkesson (2005-)

## Politik
Partiet har indtil 2022 været stærkt kontroversielt i Sverige på grund af sin nationalisme og kritiske holdning til indvandring. Den forhenværende socialdemokratiske regering havde også et anstrengt forhold til Sverigedemokraterna. Det blev klart, da udenrigsminister Laila Freivalds måtte trække sig fra sin ministerpost 21. marts 2006, efter at det var kommet frem, at hun havde været med til at få lukket en hjemmeside hos Sverigedemokraterna, der viste karikaturtegningerne af Muhammed. I 2022 indgik partiet som støtteparti til Regeringen Kristersson.

## Kirkevalg
Partiet har været repræsenteret på kirkemødet siden 2001.
I kirkelig sammenhæng kendes partiet også som Sverigedemokraterne – Fædrenes kirke (Sverigedemokraterna – Fädernas kyrka).

## Valgresultater

### Riksdagsvalget
| År   | Stemmer   | %         | +/- | Mandater | +/- |
| ---- | --------- | --------- | --- | -------- | --- |
| 1988 | 1.118     | 0.02      | N/A | 0 / 349  | N/A |
| 1991 | 4.887     | 0.1       | 0.1 | 0 / 349  | 0   |
| 1994 | 13.954    | 0.3       | 0.2 | 0 / 349  | 0   |
| 1998 | 19.624    | 0.4 (#8)  | 0.1 | 0 / 349  | 0   |
| 2002 | 76.300    | 1.4 (#8)  | 1   | 0 / 349  | 0   |
| 2006 | 162.463   | 2.9 (#8)  | 1.5 | 0 / 349  | 0   |
| 2010 | 339.610   | 5.7 (#6)  | 4.2 | 20 / 349 | 20  |
| 2014 | 801.178   | 12.9 (#3) | 7.2 | 49 / 349 | 29  |
| 2018 | 1.100.266 | 17.6 (#3) | 4.7 | 63 / 349 | 14  |